# Wapiennik w Starej Morawie
Wapiennik w Starej Morawie – wapiennik z  XIX w. we wsi Stara Morawa, wpisany do rejestru zabytków nieruchomych województwa dolnośląskiego; położony przy drodze Stronie Śląskie – Kletno.

## Historia
Zabytkowy wapiennik w Starej Morawie został zbudowany na początku XIX w., prawdopodobnie między 1820 a 1850 r., według projektu niemieckiego architekta Karla Friedricha Schinkela.
Piec ten, podobnie jak inne tego typu obiekty, służył do wypalania skał wapiennych w celu uzyskania wapna palonego. Proces ten polegał na rozkładzie węglanu wapnia (CaCO₃) pod wpływem wysokiej temperatury (900–1000°C) na tlenek wapnia (CaO) i dwutlenek węgla (CO₂).
Wapno palone miało szerokie zastosowanie:
- Budownictwo: jako składnik zapraw murarskich i tynków.
- Rolnictwo: do odkwaszania gleb i poprawy ich struktury.
- Przemysł chemiczny: jako surowiec do produkcji wapna hydratyzowanego (wapna gaszonego), stosowanego m.in. w oczyszczaniu wody i produkcji farb.
- Przemysł metalurgiczny: jako topnik w procesach hutniczych, ułatwiający usuwanie zanieczyszczeń z metali.

Piece wapiennicze były kluczowe dla rozwoju przemysłu wapienniczego w XIX i XX w., dostarczając niezbędnego surowca dla wielu gałęzi gospodarki.
W takiej formie piec funkcjonował do około 1920 r., kiedy zakończyła się jego eksploatacja, po czym został opuszczony i popadł w ruinę. W 1978 r. obiekt został zakupiony przez prof. Jacka M. Rybczyńskiego i jego żonę Barbarę, którzy podjęli się gruntownej renowacji obiektu, przekształcając go w centrum artystyczne.

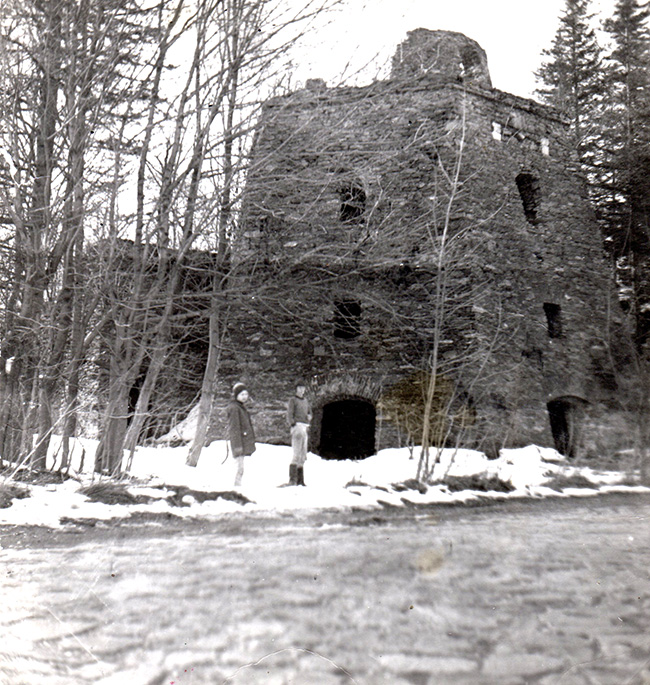
Wapiennik Łaskawy Kamień c.1970
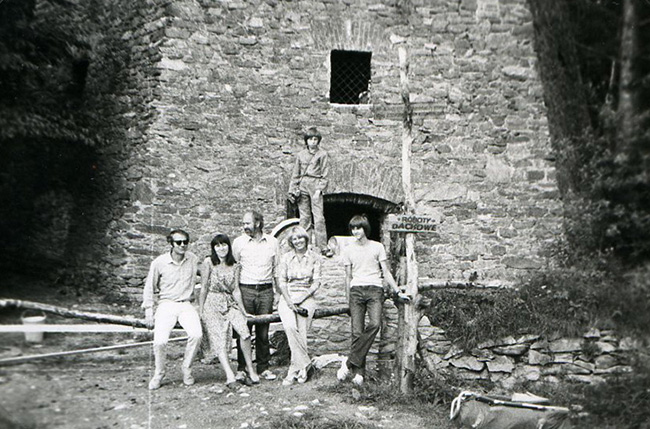
Rybczyńscy z przyjaciółmi
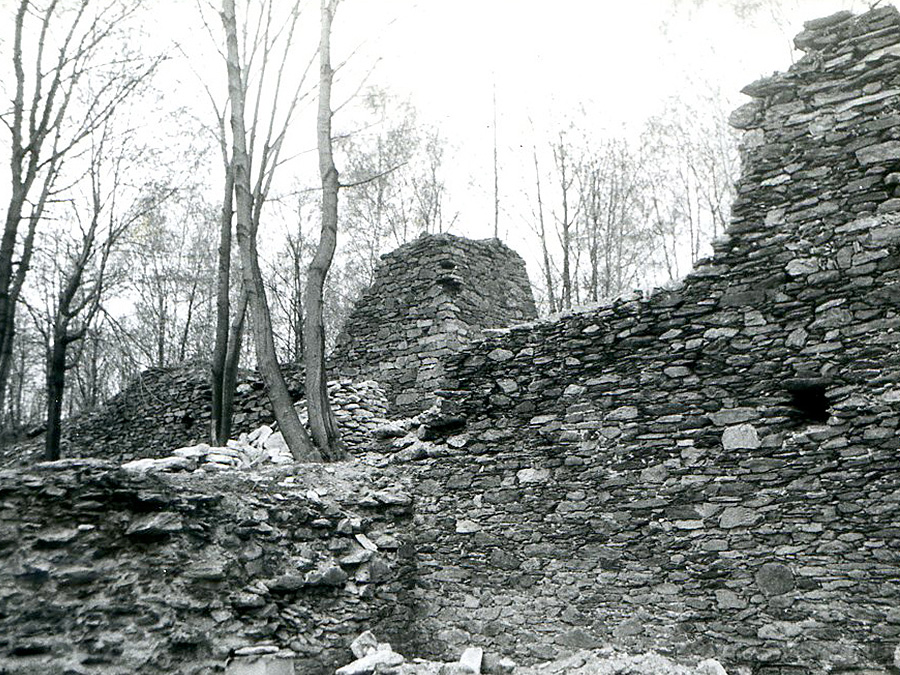
Ruiny pochylni i pieca wapienniczego
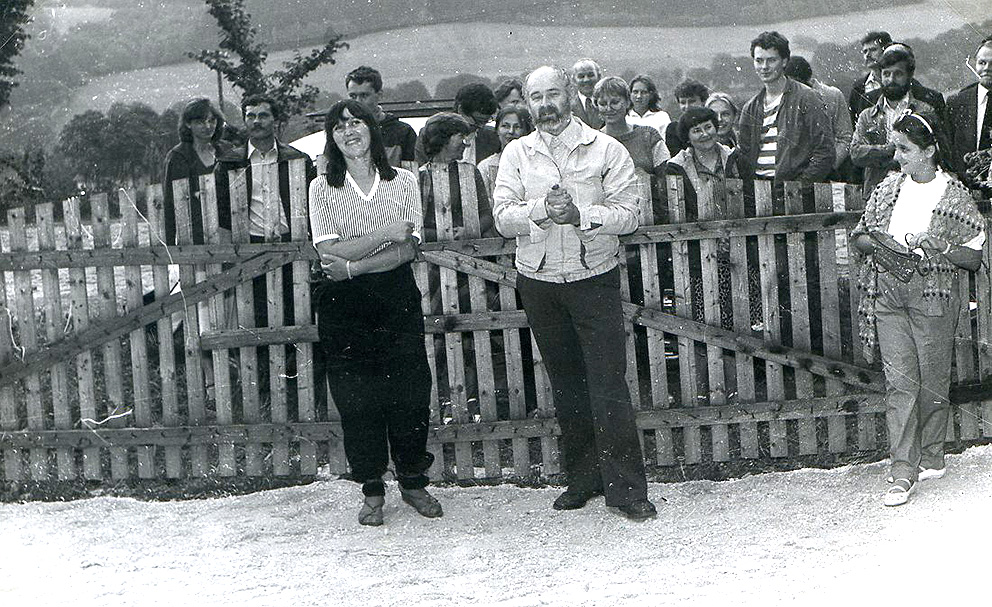
Jacek i Barbara Rybczyńscy

## Architektura
Wapiennik jest przykładem pieca szybowego o podstawie sześciokąta, co czyni go unikalnym i innowacyjnym rozwiązaniem w dobie industrializacji. Jest to jeden z nielicznych zachowanych tego typu obiektów w Europie, a jedyny tak dobrze odrestaurowany w Polsce.

## Wapiennik obecnie
Dziś wnętrza Wapiennika zajmują pracownie  artystyczne grafiki oraz galeria sztuki, w tym galeria grafik i obiektów artystycznych prof. J.M. Rybczyńskiego. W ramach zwiedzania poznać można tajniki różnych rodzajów druku artystycznego, a nawet (w ramach warsztatów organizowanych przez Wapiennik), wypróbować swoich sił w świecie sztuki. 
Wapiennik można zwiedzać jako zabytkowy kompleks techniki; znajdują się tutaj również: obserwatorium nietoperzy i ogród japoński.

## Galeria

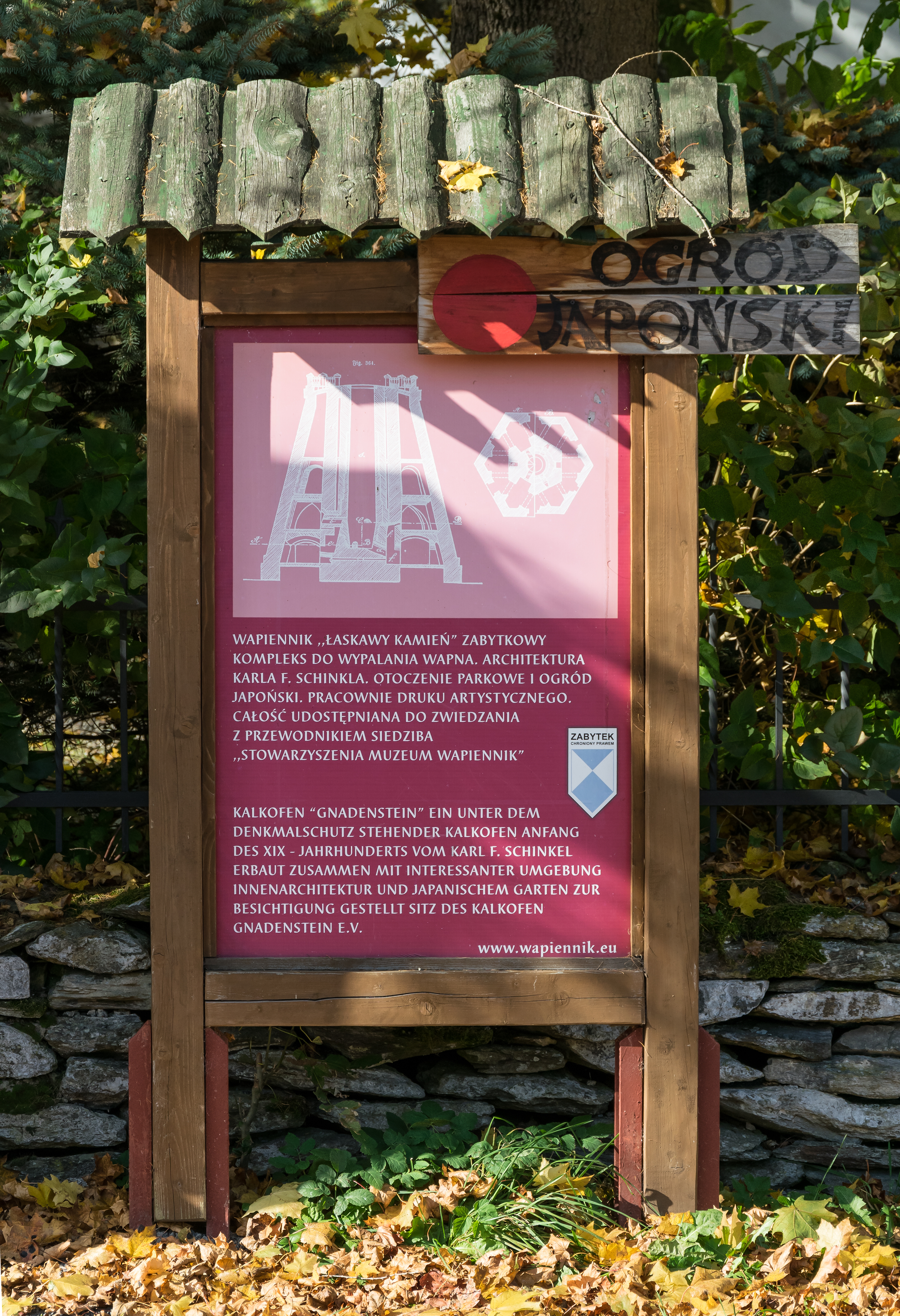
Tablica informacyjna przy wapienniku
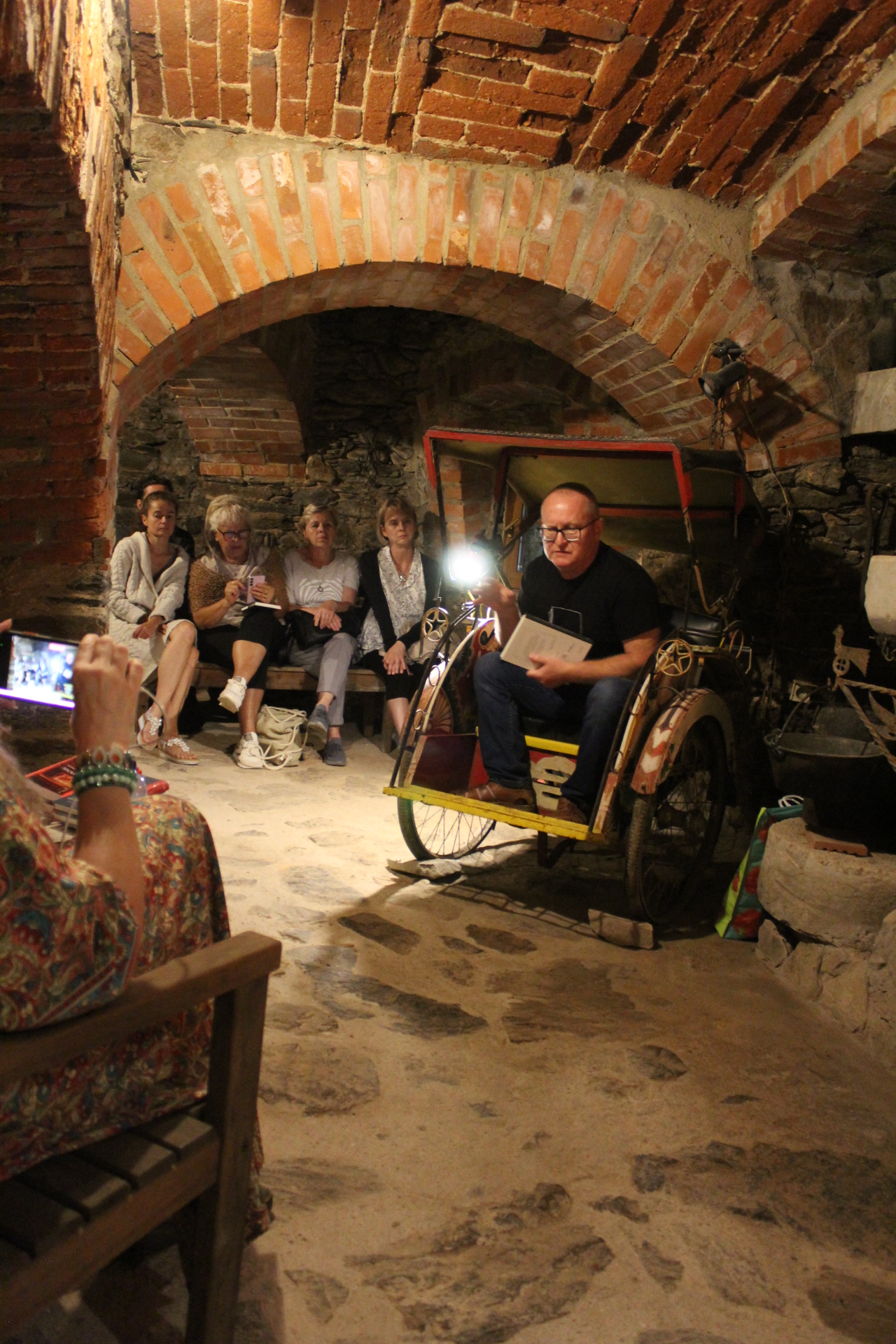
Spotkanie z Karolem Maliszewskim
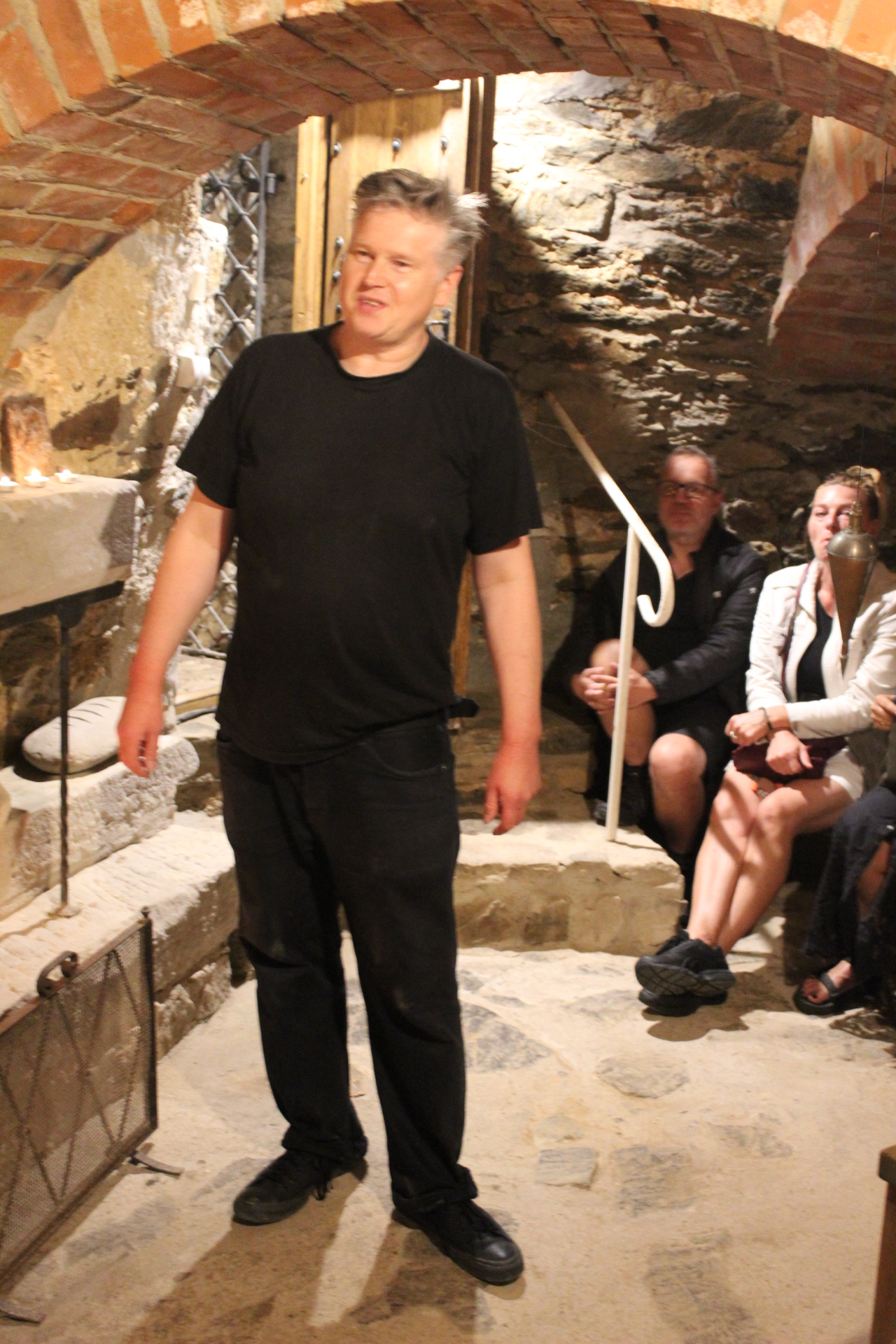
Michał Rybczyński
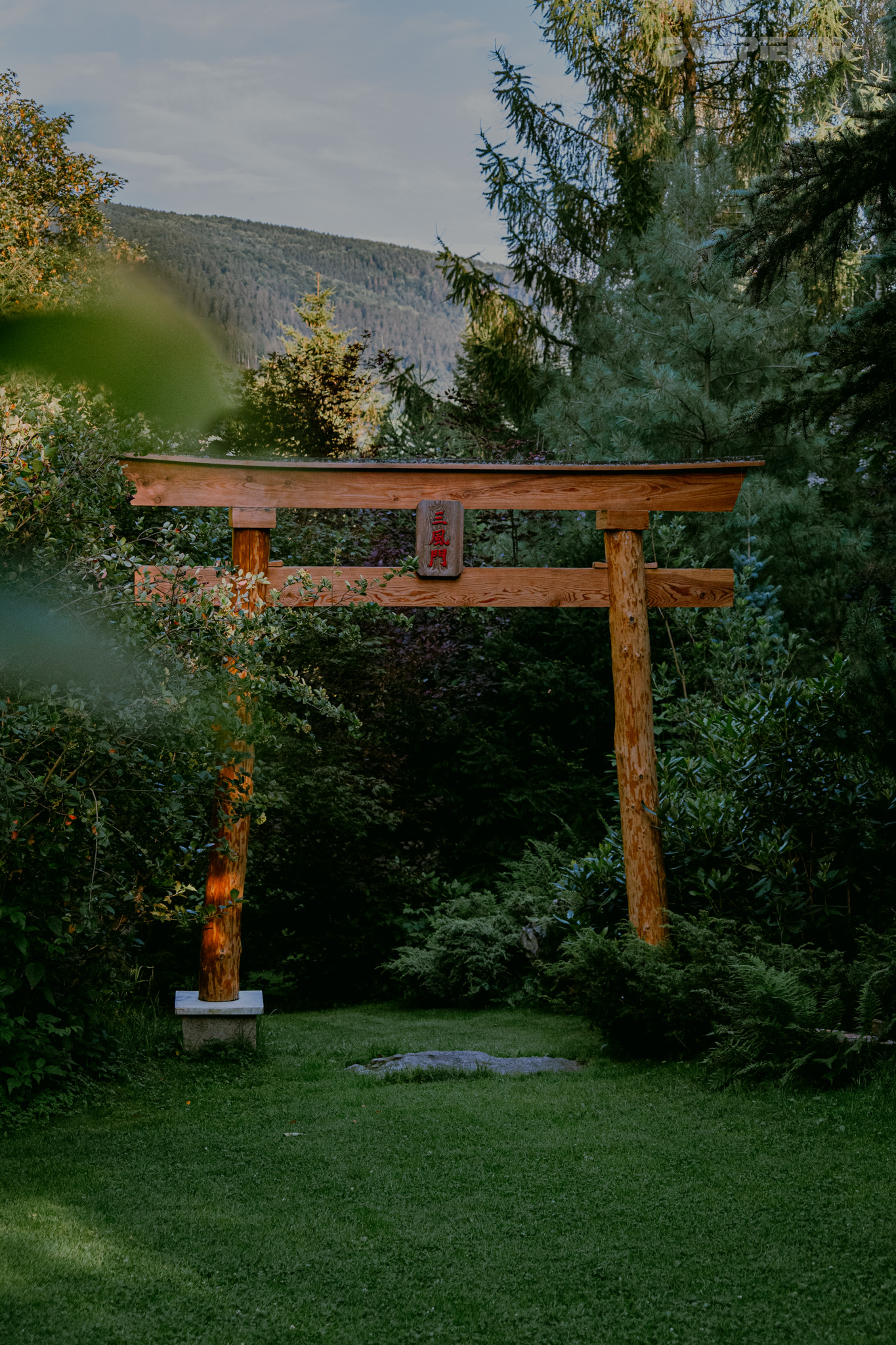
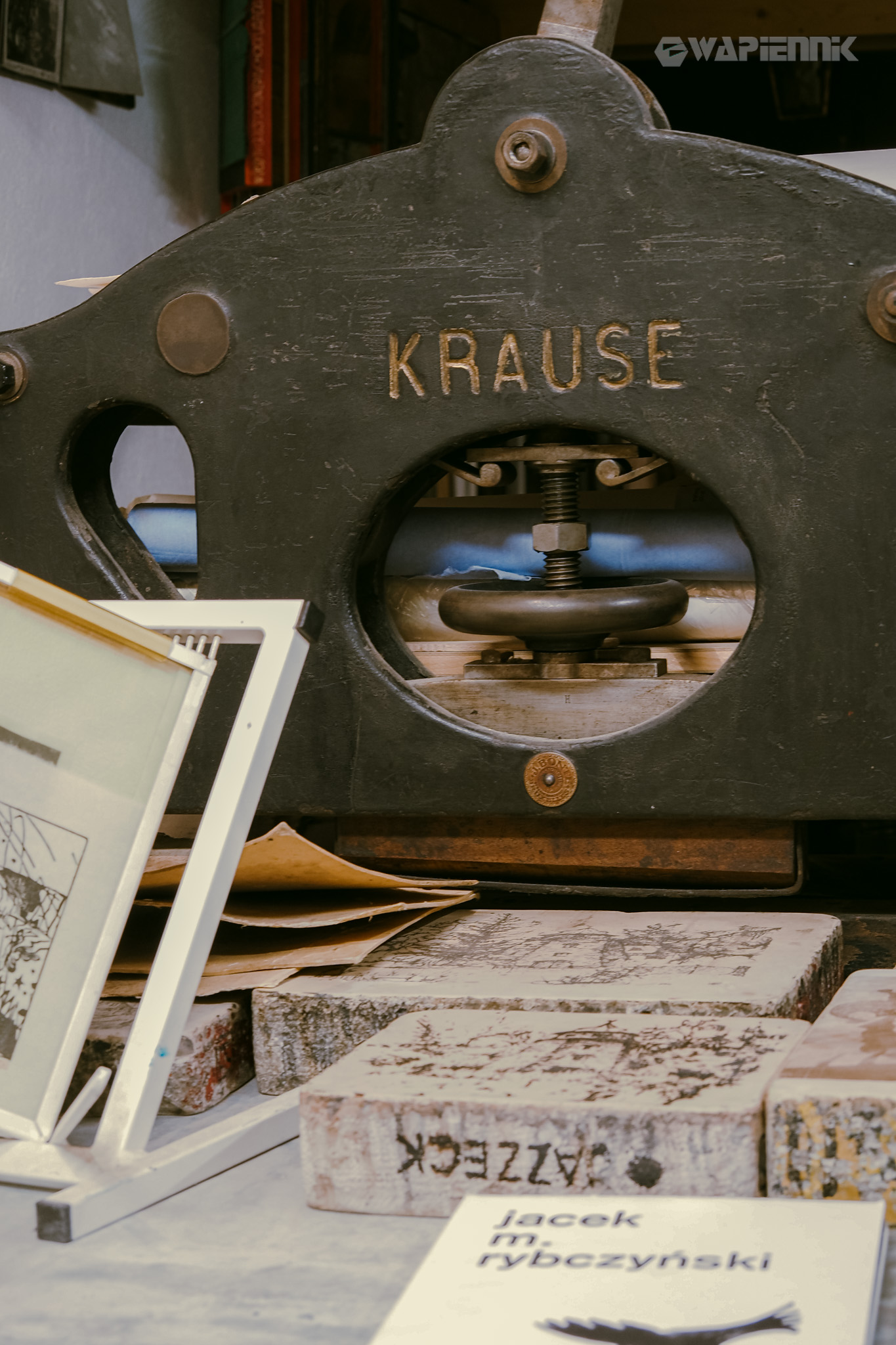
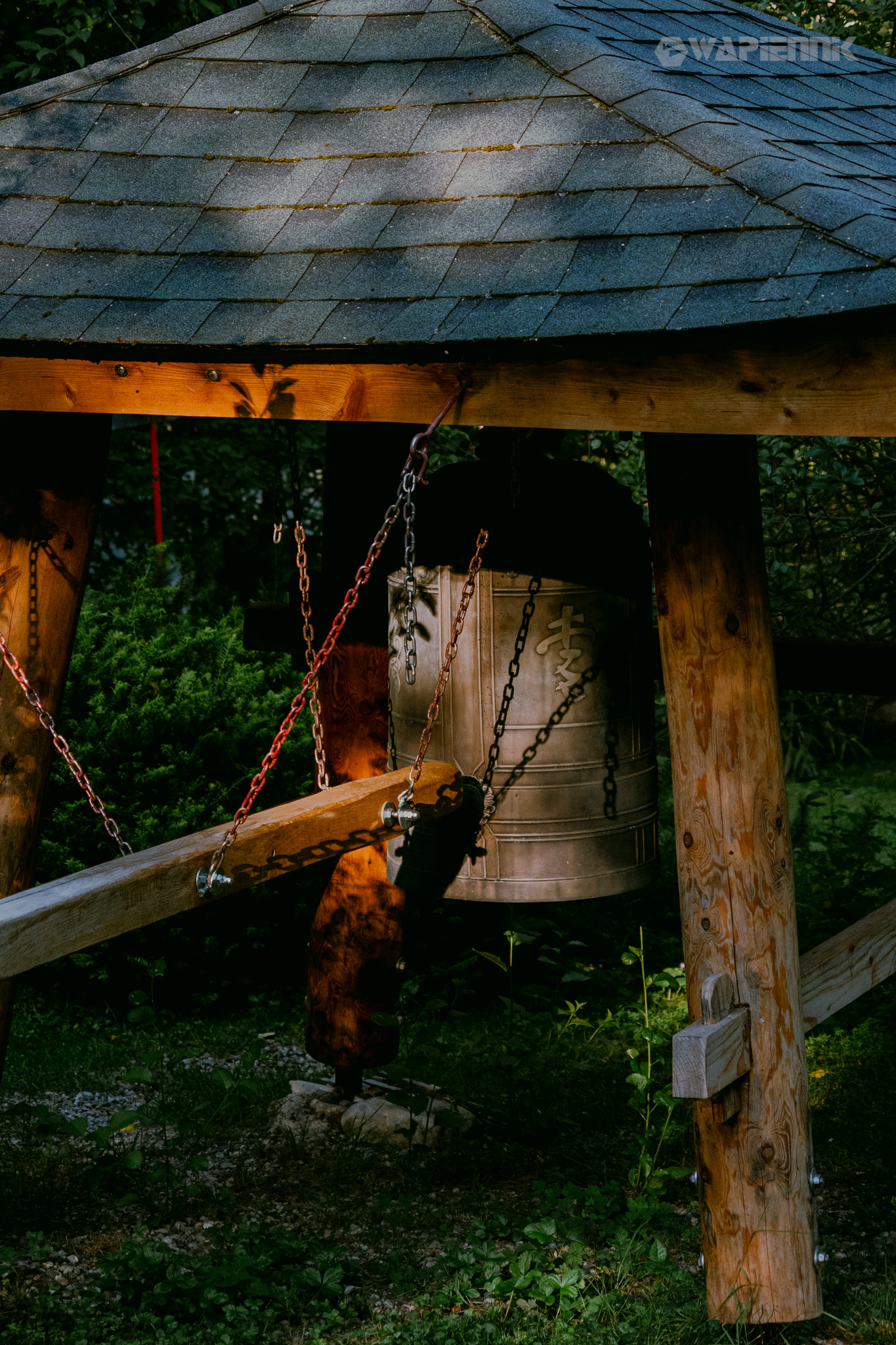
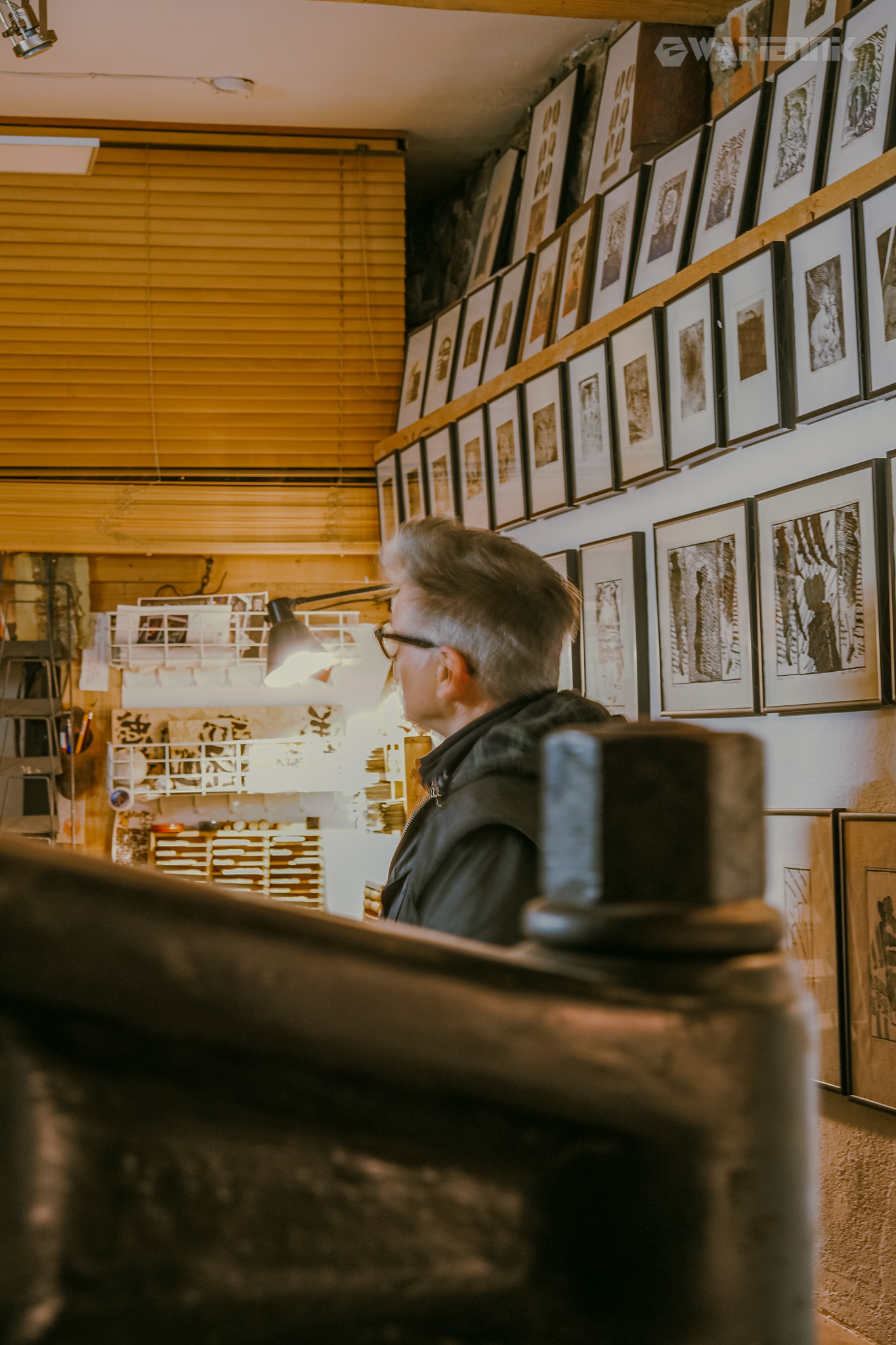
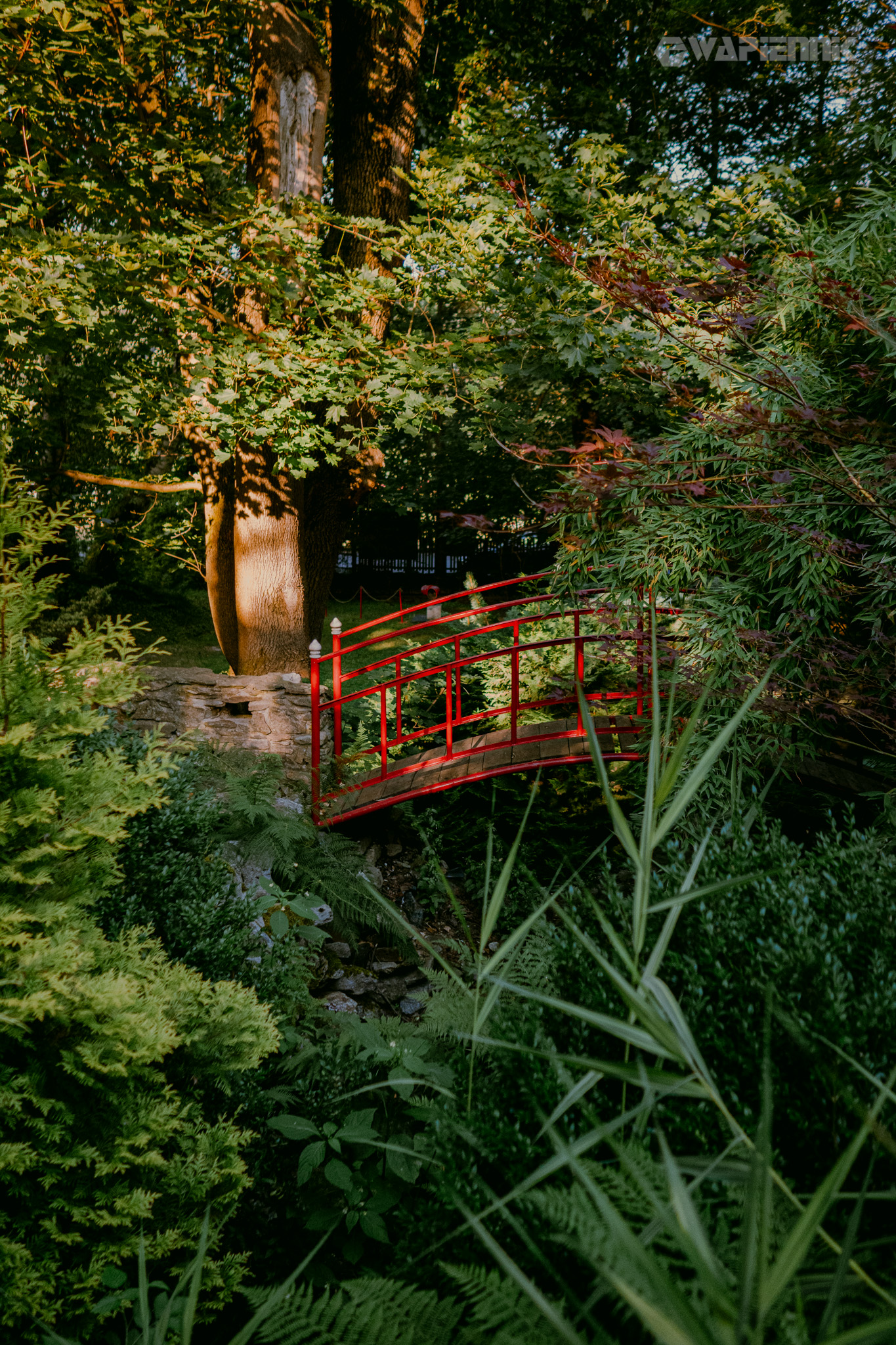
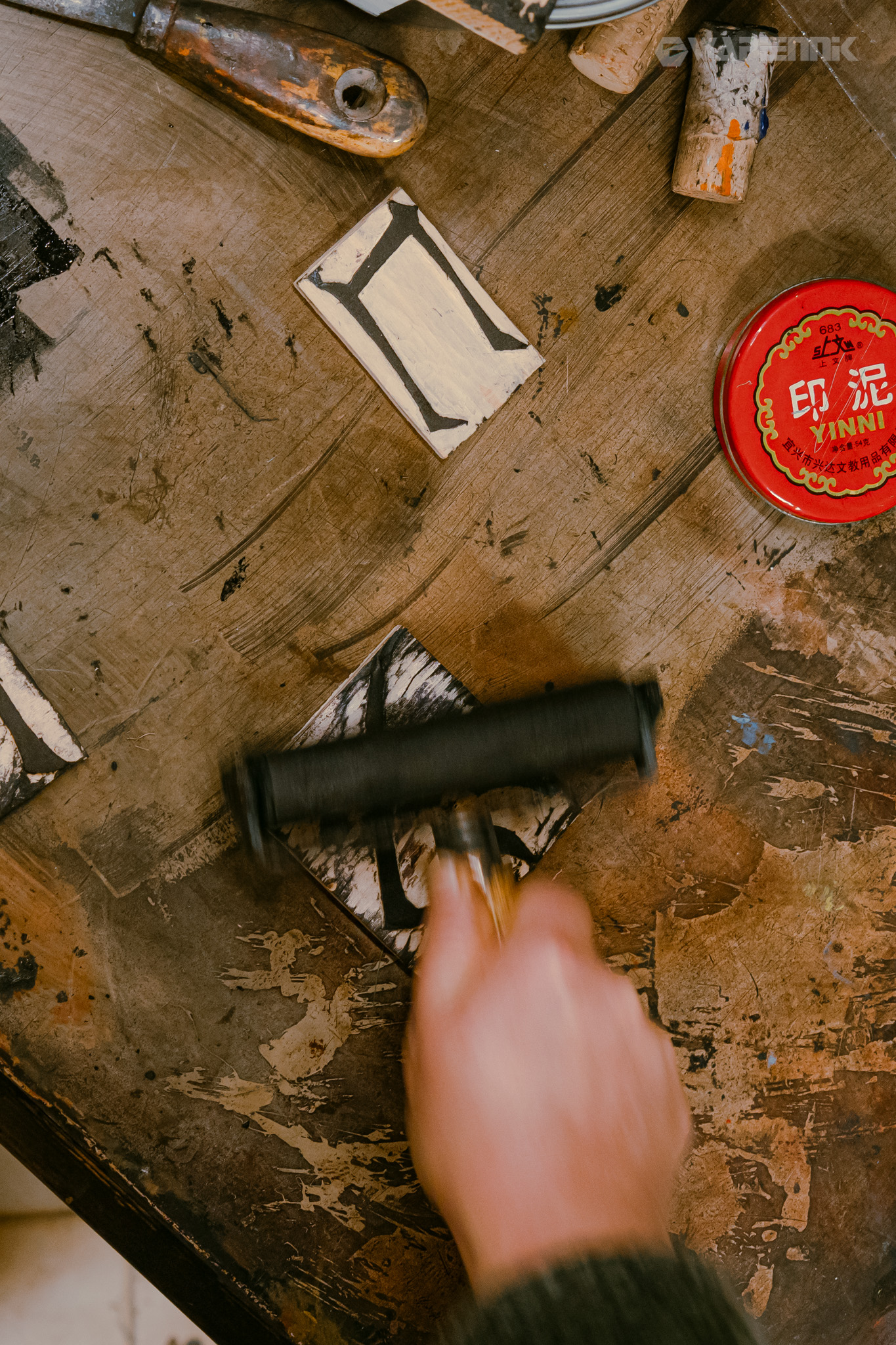
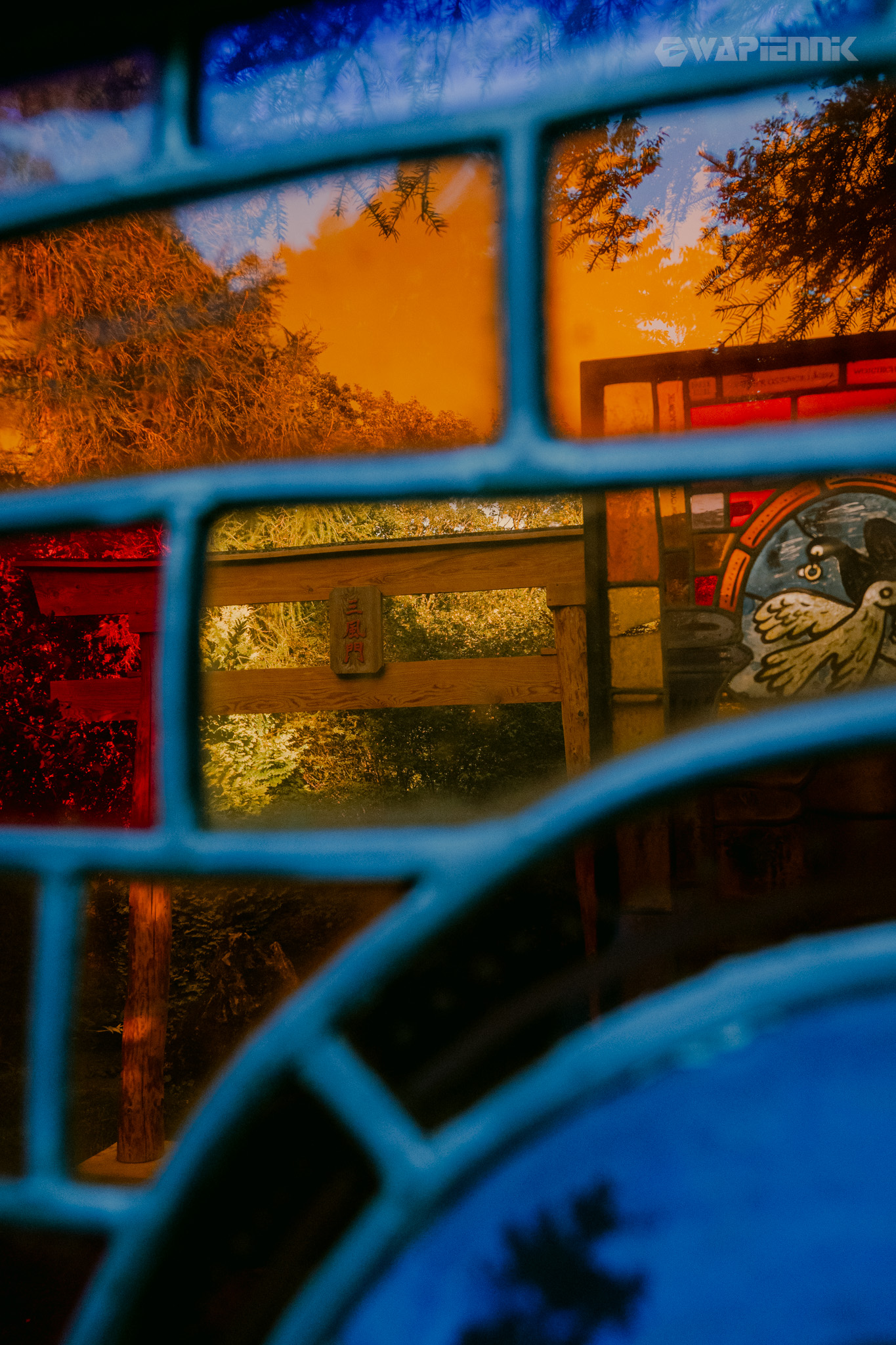
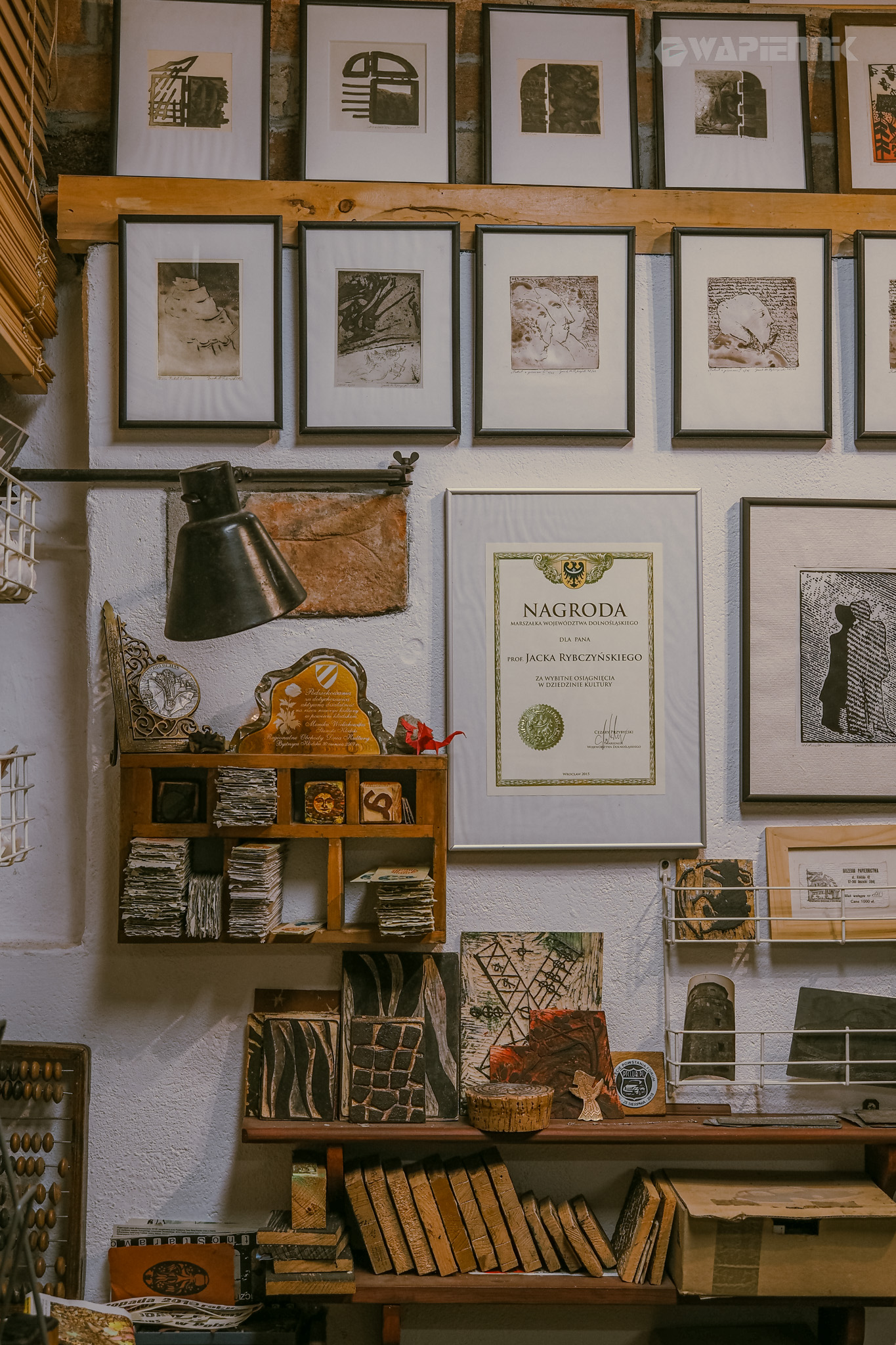
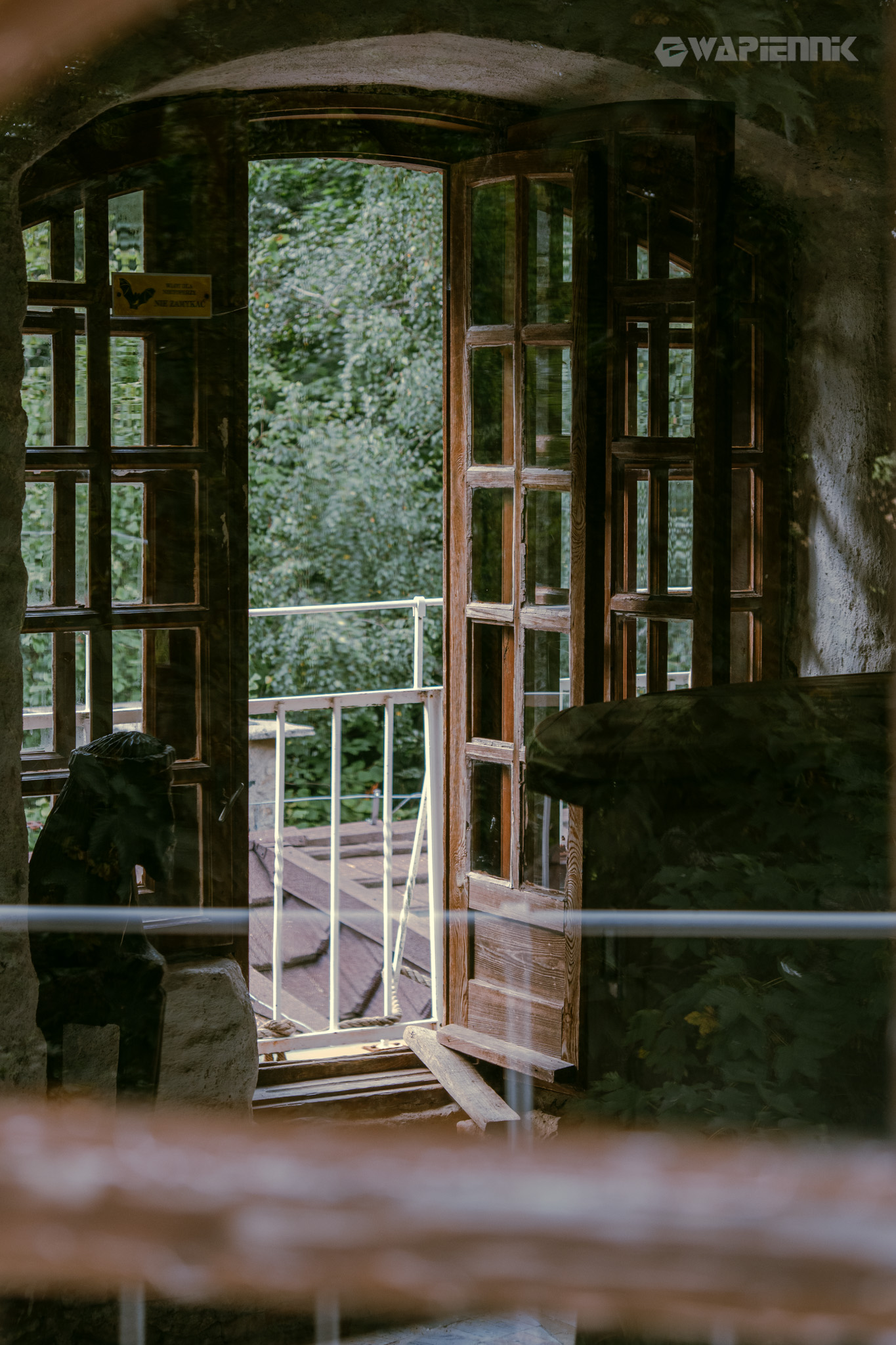
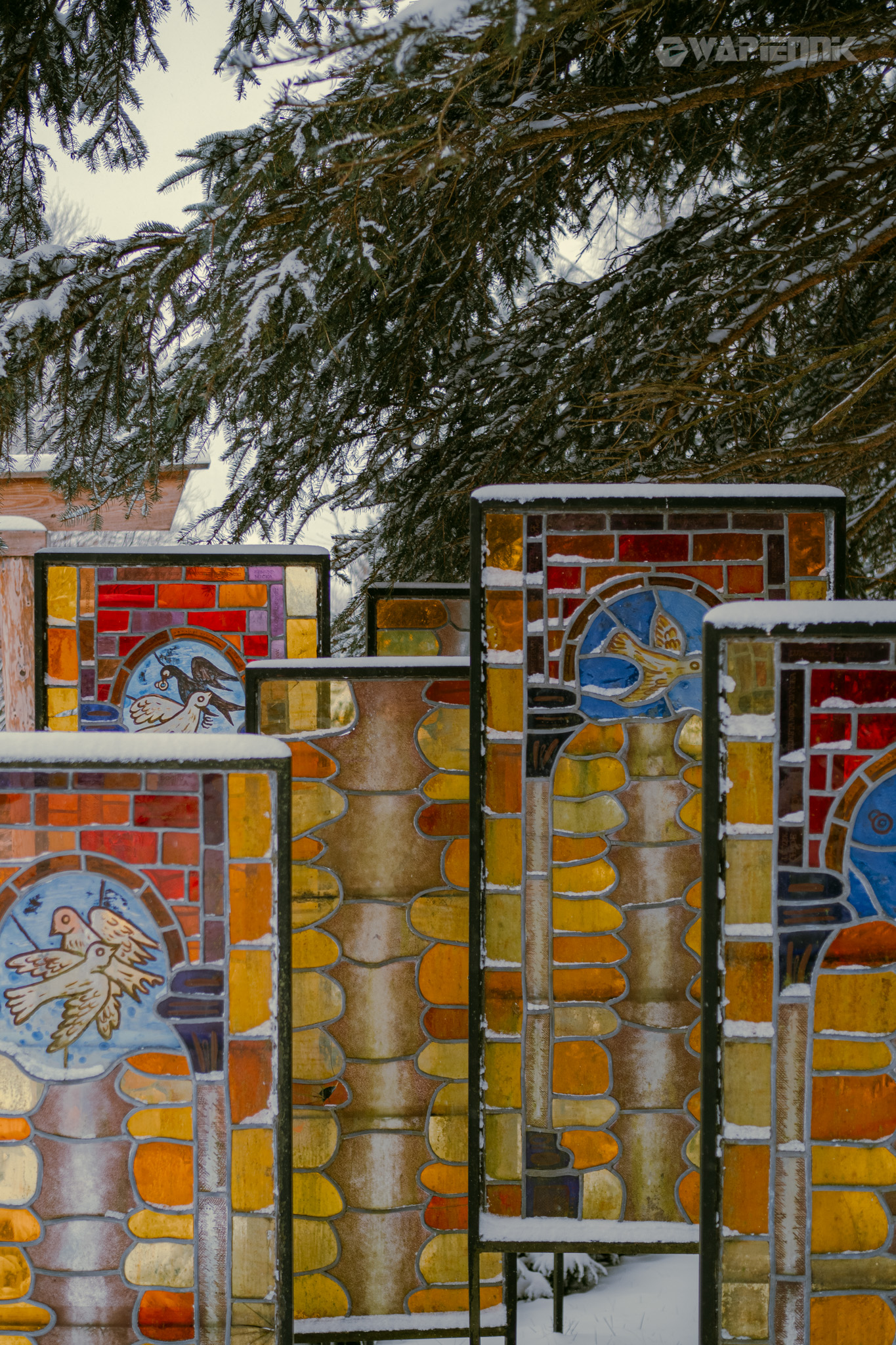
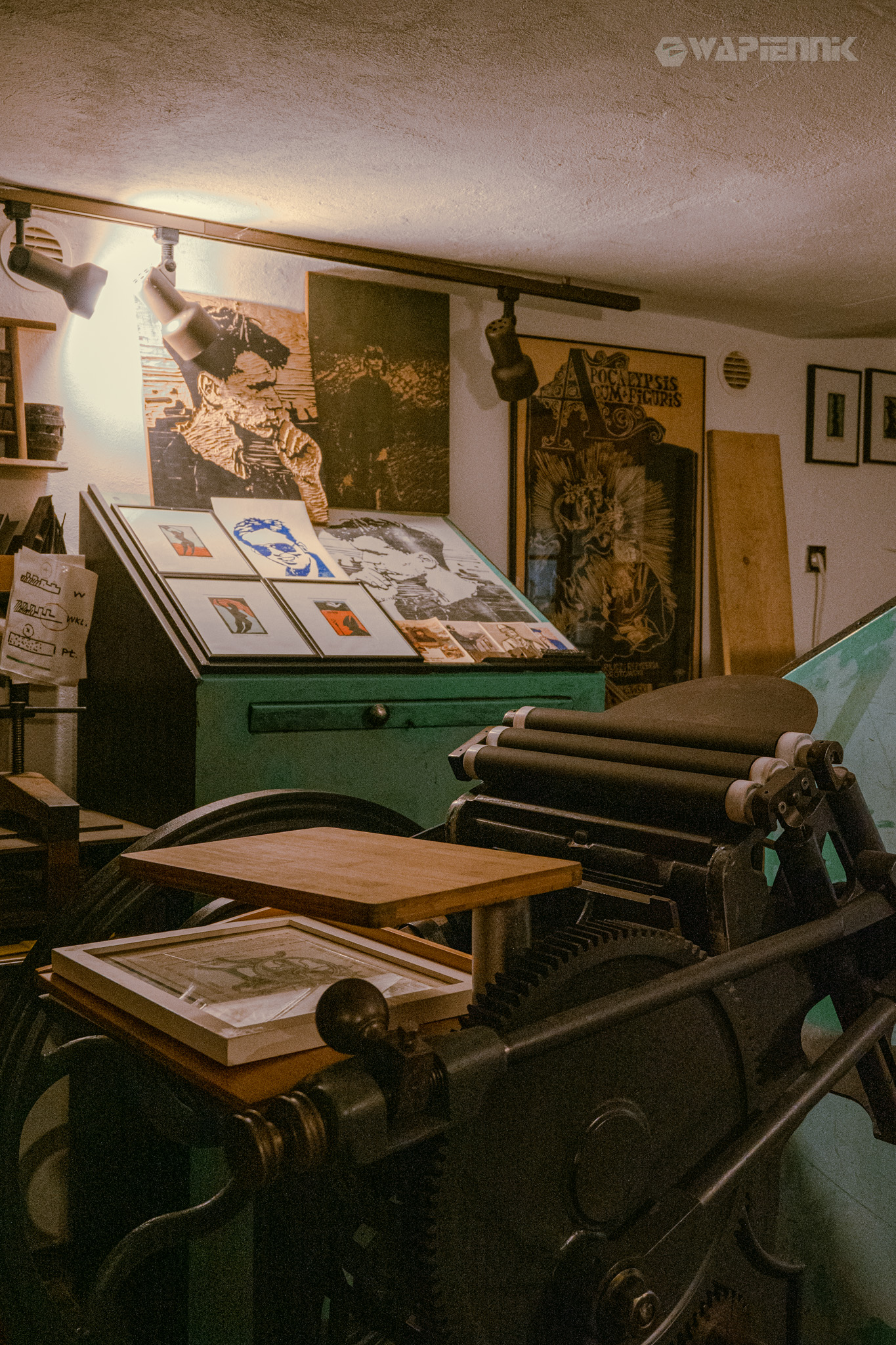
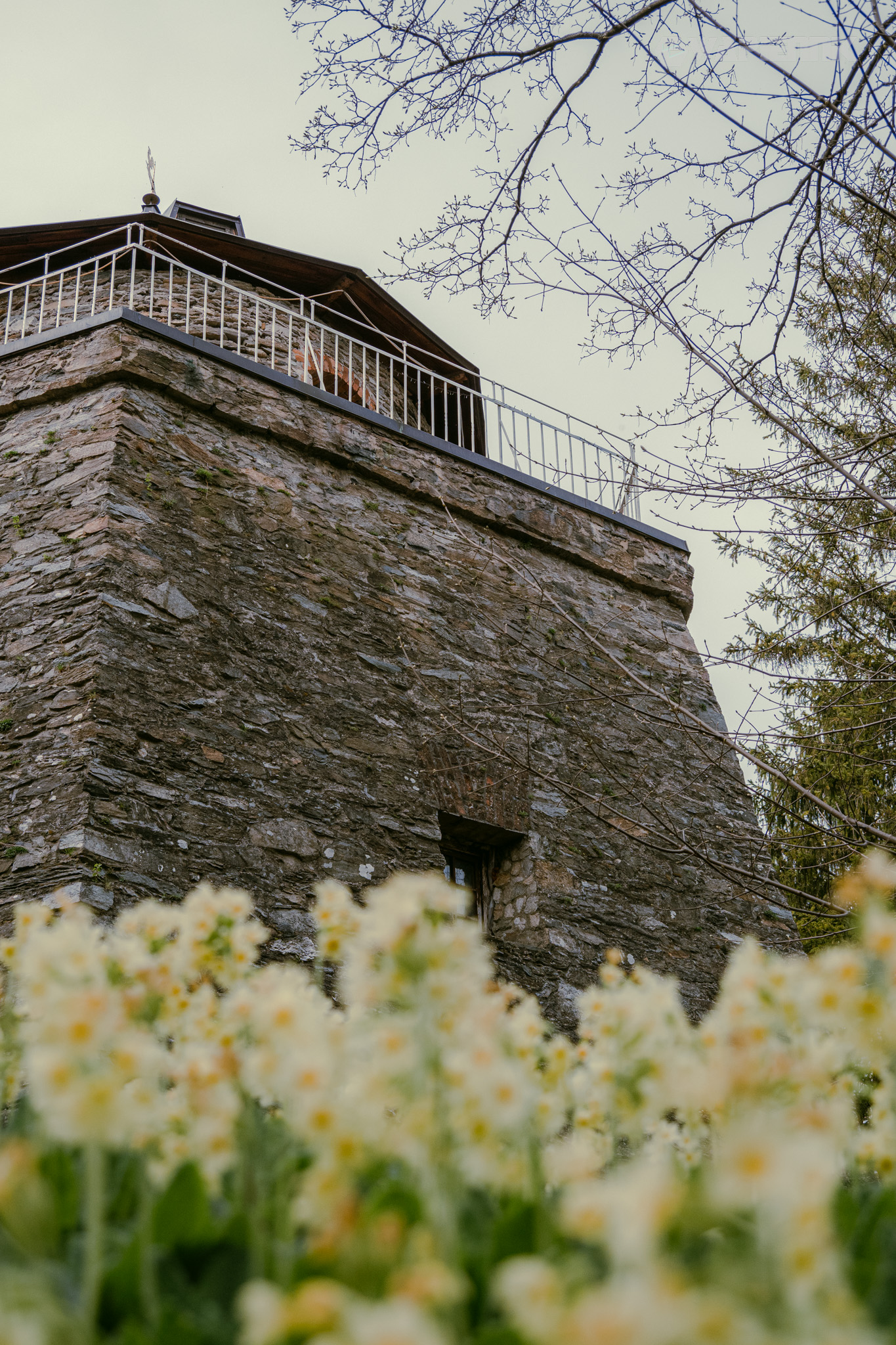